# الفرق المتنقلة للشرطة القضائية (الجزائر)

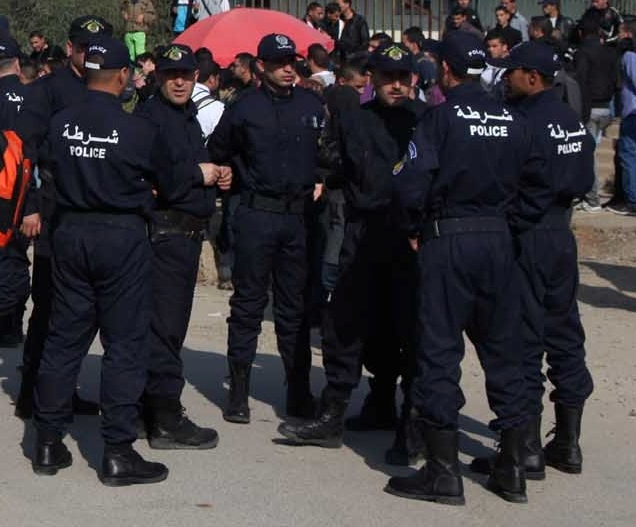
أعوان من الشرطة القضائية

الفرق المتنقلة للشرطة القضائية هي فرق من الشرطة تابعة للأمن الوطني الجزائري تعرف اختصاراً بالفرنسية بـ BMPJ منذ إنشائها في عام 1995 خلال الاضطرابات الإرهابية التي كانت تعيشها البلاد، قام سلك الشرطة الخاصة هذا كونه يتكون من فرق صغيرة متنقلة بقفزة نوعية في مكافحة الجريمة بشتى أنواعها.
وتضم الفرق المتنقلة للشرطة القضائية: 
- فرقة تسمى فرقة قمع اللصوصية (BRB):[1]
- وفرقة تسمى فرقة البحث والتدخل (BRI): وقد تم إنشائها في سبتمبر 2005 لتدعم فرقة قمع اللصوصية بالعاصمة ومقرها مركز شرطة وسط مدينة الجزائر وتتكون من موظفي الشرطة القضائية المدربين لهذا النوع من التدخل، و يقتصر اختصاصها على ولاية الجزائر العاصمة.[2]